# Aeroportul Sania Ramel
Aeroportul Sania Ramel (IATA: TTU, ICAO: GMTN) este un aeroport din Maroc ce deservește zona Tetouan. Aeroportul a fost tranzitat în 2022 de 187.777 de pasageri.
Situat la o altitudine de 3 m, aeroportul dispune de 1 pistă. Este operat de Moroccan Airports Authority⁠(d).

## Infrastructură

### Piste
Aeroportul dispune de o singură pistă. Pista 06/24 are suprafața de asfalt și dimensiunile 2.300 m × 45 m. 